# Luis Ostos
Luis Fernando Ostos Cruz (* 9. August 1992 im Distrikt Uchiza) ist ein peruanischer Leichtathlet, der sich auf den Langstreckenlauf spezialisiert hat.

## Sportliche Laufbahn
Erste Erfahrungen bei internationalen Meisterschaften sammelte Luis Ostos im Jahr 2014, als er bei den U23-Südamerikameisterschaften in Montevideo in 30:30,39 min den vierten Platz im 10.000-Meter-Lauf belegte. Im Jahr darauf gewann er bei den Südamerikameisterschaften in Lima in 28:43,10 min die Bronzemedaille hinter dem Ecuadorianer Bayron Piedra und José Mauricio González aus Kolumbien. Anschließend startete er bei den Panamerikanischen Spielen in Toronto und erreichte dort nach 29:03,93 min Rang fünf. 2016 belegte er bei den Ibero-Amerikanischen Meisterschaften in Rio de Janeiro in 14:04,87 min den fünften Platz im 5000-Meter-Lauf und nahm anschließend über 10.000 m an den Olympischen Sommerspielen ebendort teil und wurde dort nach 28:02,03 min 21. Zudem siegte er im selben Jahr in 1:02:07 h beim Lima-Halbmarathon. 2017 siegte er in 1:03:56 h erneut beim Halbmarathon in Lima und gewann anschließend in 29:06,74 min die Silbermedaille über 10.000 m bei den Südamerikameisterschaften in Luque hinter dem Ecuadorianer Bayron Piedra. Ende November siegte er dann in 28:56,95 min über 10.000 m bei den Juegos Bolivarianos in Santa Marta. Bei den Halbmarathon-Weltmeisterschaften 2018 in Valencia gelangte er nach 1:03:09 h auf Rang 47 und anschließend nahm er an den Südamerikaspielen in Cochabamba teil und gewann dort in 14:32,79 min die Bronzemedaille über 5000 m hinter Bayron Piedra und dem Bolivianer Vidal Basco. Zudem konnte er dort sein Rennen über 10.000 m nicht beenden. Anschließend sicherte er sich auch bei den Ibero-Amerikanischen Meisterschaften im heimischen Trujillo in 13:48,57 min die Bronzemedaille im 5000-Meter-Lauf hinter seinem Landsmann José Luis Rojas und Juan Antonio Pérez aus Spanien. 2019 klassierte er sich bei den Südamerikameisterschaften in Lima mit 29:24,37 min auf dem sechsten Platz über 10.000 Meter. 2022 siegte er in 1:04:46 h bei den Ibero-Amerikanischen Meisterschaften in La Nucia und kam anschließend bei den Juegos Bolivarianos in Valledupar über 10.000 Meter nicht ins Ziel. Im Oktober startete er erneut bei den Südamerikaspielen in Asunción und kam dort im Marathonlauf nicht ins Ziel.
2023 belegte er bei den Südamerikameisterschaften in São Paulo in 29:27,73 min den sechsten Platz über 10.000 Meter und gelangte anschließend bei den Weltmeisterschaften in Budapest nach 2:25:50 h auf Rang 57 im Marathon. Im Oktober gewann er dann bei den Panamerikanischen Spielen in Santiago de Chile in 2:12:34 h die Bronzemedaille hinter seinem Landsmann Cristhian Pacheco und Hugo Catrileo aus Chile.
2018 wurde Ostos peruanischer Meister im 5000-Meter-Lauf.

## Persönliche Bestzeiten
- 5000 Meter: 13:39,08 min, 12. Juni 2016 in Portland
- 10.000 Meter: 27:53,58 min, 5. Mai 2017 in Palo Alto (peruanischer Rekord)
- 10-km-Straßenlauf: 28:25 min, 9. Oktober 2016 in Lima (peruanischer Rekord)
- Halbmarathon: 1:03:09 h, 24. März 2018 in Valencia
- Marathon: 2:13:34 h, 1. Mai 2022 in Lima